# Kaputt (Kurzfilm)
Kaputt ist ein mehrfach ausgezeichneter animierter Kurzfilm von Alexander Lahl und Volker Schlecht. Der Dokumentarfilm basiert auf Interviews mit zwei Frauen, die zu DDR-Zeiten im Frauengefängnis „Burg Hoheneck“ inhaftiert waren. Der Film feierte im Februar 2016 im Rahmen der Internationalen Filmfestspiele Berlin seine Premiere, wo er im Kurzfilmwettbewerb Berlinale Shorts gezeigt wurde.

## Handlung
Zwei Frauen, die – mit einem Abstand von ungefähr 40 Jahren – zu DDR-Zeiten aus politischen Gründen im Frauengefängnis „Burg Hoheneck“ inhaftiert waren, berichten in dem Film über ihre Haftzeit, von ihren Erfahrungen, Gedanken und Nöten jener Zeit. Die beiden Frauen stehen für viele, die im zentralen Frauengefängnis der DDR untergebracht waren und dort Willkür, Gewalt, Ungewissheit, Demütigungen, Angst, seelische Verletzungen und Einsamkeit erleben mussten. Auf Bildebene besteht der Film aus Schwarz-Weiß-Animationen und Zeichnungen in Grautönen.

## Historischer Hintergrund

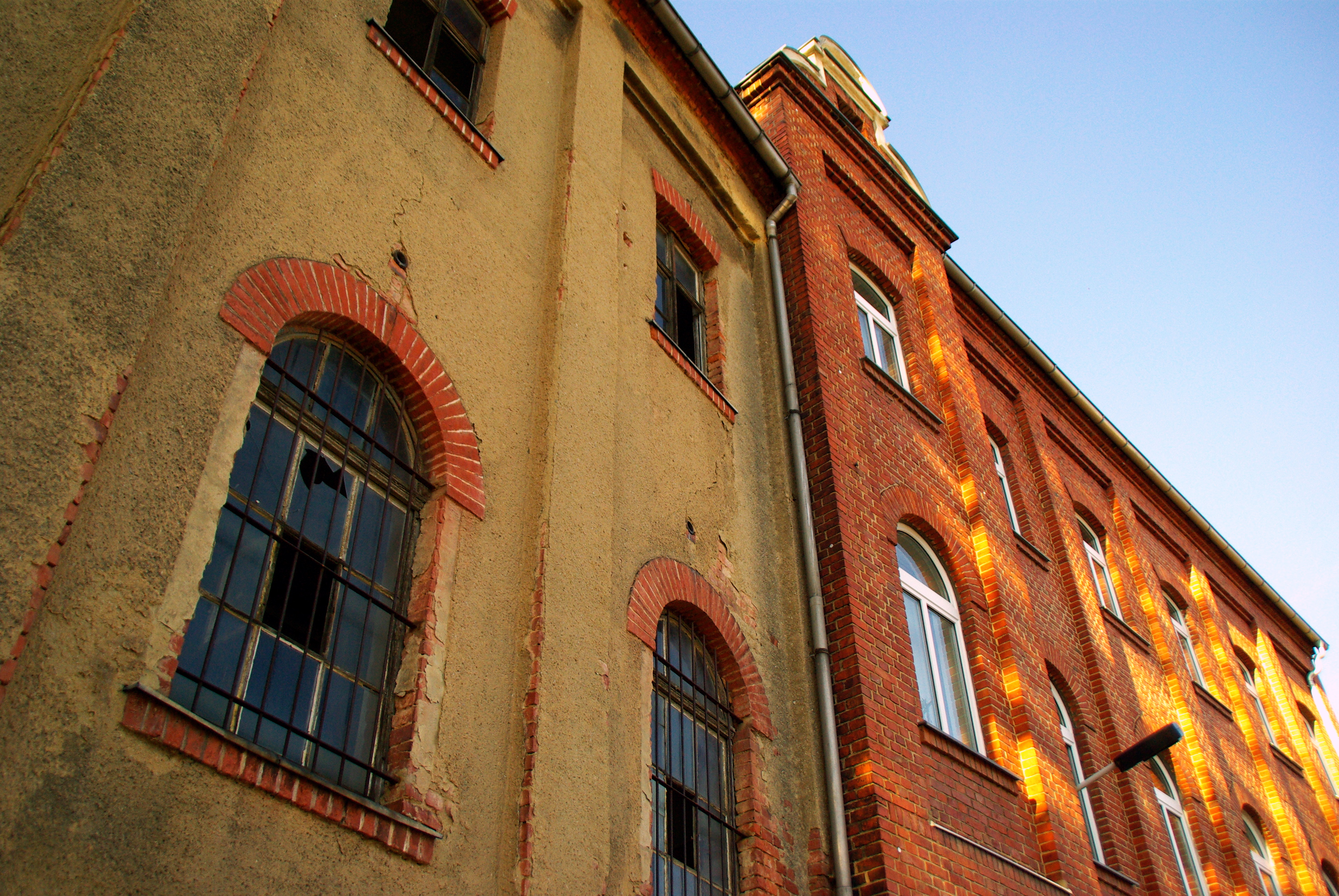
Die Fensterfront des ehemaligen DDR-Frauengefängnisses Hoheneck

In einem Jagdschloss von Kurfürst August I., das auf den Grundmauern der ehemaligen Strahlburg errichtet wurde, waren damals ein Amtsgefängnis mit dazugehöriger Folterkammer untergebracht, die sich im Turm auf dem „Hohen Eck“ befanden, nach dem das gesamte Schloss heute benannt ist. Dort wurde in der Mitte des 19. Jahrhunderts die königlich-sächsische Weiberzuchtanstalt Hoheneck eingerichtet, die während der DDR-Zeit als Frauengefängnis Burg Hoheneck geführt wurde. Zu dieser Zeit kam das zentrale Frauengefängnis für politische Häftlinge zu zweifelhaften Ruhm.
Die Insassinnen wurden dort entwürdigt und ausgebeutet. Über die Haftbedingungen wurden bereits eine Reihe von Filmen gedreht, so der Fernsehfilm Es ist nicht vorbei von Franziska Meletzky mit Anja Kling in der Hauptrolle der ehemaligen Insassin Carola Weber.

## Produktion

### Stab und Besetzung
Regie führten Volker Schlecht und Alexander Lahl, der gemeinsam mit Max Mönch, das Drehbuch schrieb und die den Film auch gemeinsam produzierten. Schlecht ist ein Berliner Animationskünstler.
Die unicato-Jury vom MDR beschreibt: „Die Entscheidung für einen animierten Dokumentarfilm erlaubt es den Filmemachern, die Protagonistinnen aus dem schützenden OFF sprechen zu lassen, sie sind anonym und trotzdem nah und erlebbar. Gleichzeitig sprechen sie so nicht nur für sich, sie stehen für viele andere Frauen auch.“ Dennoch blieben die beiden Protagonistinnen, im Gegensatz zu ihrer Zeit in „Hoheneck“, als Individuen wahrnehmbar. Die Jury beschreibt die Bilder, wie auch die Musik, als sehr zurückhaltend, wodurch die Frauen und ihre Stimmen nicht überdeckt würden.
Die Erfurterin Gabriele Stötzer und die Berlinerin Birgit Willschütz stellten sich für O-Ton-Interviews zur Verfügung und sprachen über ihre Haftzeit auf „Burg Hoheneck“. Ein Extrakt dieser Tonzeugnisse wurde zeichnerisch abstrahierend in einfachen,
sparsam animierten, monochromen Bildern interpretiert. Neben den Haftbedingungen werden vor allem die Zwangsarbeit und die Verwertung der hergestellten Produkte für den „Westexport“ thematisiert. So arbeiteten die Insassinnen auf „Burg Hoheneck“ im Dreischichtsystem in der Strumpfproduktion.
Lahl und Schlecht wurden für ihre Arbeit unter anderem im Rahmen der Internationalen Filmfestspiele Berlin 2016 nominiert und beim Sundance Film Festival 2017 ausgezeichnet.

### Veröffentlichung
Der Film feierte im Februar 2016 im Rahmen der Internationalen Filmfestspiele Berlin, wo er im Kurzfilmwettbewerb Berlinale Shorts gezeigt wurde. Im Januar 2017 wurde der Film unter dem englischen Festivaltitel Broken – The Women’s Prison at Hoheneck beim Sundance Film Festival 2017 vorgestellt. Weitere Vorstellungen erfolgten im Rahmen der Bamberger Kurzfilmtage und beim Kurzfilmfestival Köln 2016. Im März 2020 sollte der Film in Berlin im Rahmen der ersten Berlinale Spotlights „Berlinale Shorts“ in der Reihe „Zensur in der Kunst und im Alltag“ vorgestellt werden. Wegen der Coronavirus-Pandemie wurde die Veranstaltung jedoch verschoben.

## Rezeption

### Kritiken
In der Begründung der unicato-Jury zur Auszeichnung des Films im Rahmen des Kurzfilmtages Junger Film im MDR 2016 ist zu lesen: „Trotz des ernsten Themas wirken die Bilder nicht manipulativ. Der Film traut sich einfach zu sagen: so war es. Er glaubt an sich und die Zuschauer und vermeidet künstliche Dramatisierung oder gar Ergriffenheitskitsch. Dies gelingt in der filmischen Auseinandersetzung mit Geschichte sonst allzu oft nicht.“

### Auszeichnungen
exground filmfest, Wiesbaden 2016
- 2. Platz Deutscher Kurzfilm (Alexander Lahl und Volker Schlecht)[7]

Festival Zinelbi, Bilbao 2016
- Auszeichnung mit dem Mikeldi de Oro de Animación (Alexander Lahl und Volker Schlecht)[7][8]

Internationale Filmfestspiele Berlin 2016
- Nominierung für den Goldenen Bären für Kurzfilme (Berlinale Shorts, Alexander Lahl und Volker Schlecht)

Kurzfilmfestival Köln 2016
- Auszeichnung mit dem 1. Jurypreis (Alexander Lahl und Volker Schlecht)[7]

Kurzfilmtag Junger Film im MDR 2016 
- unicato-Preisträger 2016

Preis der deutschen Filmkritik 2016
- Nominierung als Bester Kurzfilm (Alexander Lahl und Volker Schlecht)[9]

San Francisco International Film Festival 2017
- Nominierung für den Golden Gate Award als Bester animierter Kurzfilm (Alexander Lahl und Volker Schlecht)[10]

Sundance Film Festival 2017
- Auszeichnung in der Sektion Short Films in der Kategorie Animation (Alexander Lahl und Volker Schlecht)[11]